# Etlastenasellus confinis
Etlastenasellus confinis är en kräftdjursart som beskrevs av Bowman 1982. Etlastenasellus confinis ingår i släktet Etlastenasellus och familjen Stenasellidae. Inga underarter finns listade i Catalogue of Life.